# نيوتن (بسكويت)
تين نيوتن أو (نقحرة: فيج نيوتونز) أو فطائر تين نيوتن (بالإنجليزية: Newtons او Fig Newtons)‏ أو كعك التين هو علامة تجارية مُسجّلة من قبل شركة نابيسكو أُطلقت على فطائر التين، وهي معجنات محشوة بعجينة التين. وشكلها المختلف الذّي يُميزها أخذته العديد من الشركات المنافسة متضمنةً في ذلك فطائر التين العضوية. تُصنّع النيوتنز بعملية الانقذاف.

## التاريخ
حتى نهايات القرن التاسع عشر، العديد من الفيزيائيين كانوا يعتقدون بأن معظم الأمراض كانت مرتبطة بالهضم ومشاكله، وكانوا ينصحون بحصة يومية من الفواكه والبسكويت. وكانت فطائر التين الحل الأنسب لمشاكل الأمراض في السابق، فقط كانت تُصنع محليّاً باليد حتى اخترع الفيلاديلفي الخبّاز تشارلز روزر آلة حشو التين بداخل العجينة في عام 1891م. اشترت شركة بسكويت كيندي وصفة عمل فطائر تين نيوتن من تشارلز روزر وبدأت بإنتاجها بكميات تجارية هائلة. أول فطائر تين نيوتن خُبزت كانت في مخبز ف. أ. كيندي البخاري في عام 1891م. وقد سُميّ نسبةً إلى مدينة نيوتن، ماساتشوستس.
اتحدت شركتا كيندي للبسكويت وبسكويت نيويورك معاً مؤخراً لتكوين شركة نابيسكو، والتي من بعدها أُطلق اسم تين نيوتن تجارياً على فطائر التين المنتجة.

## التشكيلات والمبيعات
[بحاجة لمصدر]في عام 2012م، أصدرت شركة نابيسكو عدّة أنواع أخرى للنيوتنز، فإضافةً إلى تين النيوتن، ابتكرت الشركة محاشي أخرى لحشو الفطائر كالتفاح، والفراولة، وتوت العليق، ومُشكل التوت، والتفاح بالقرفة. وأصدرت أيضاً نوعاً من النيوتن المخبوز بالحبوب الكاملة 100%، ونوع الفطيرة خالية الدسم. أيضاً فطائر صغيرة لتين نيوتن طُرحت من قبل الشركة. فطيرة التين هي ثالث أفضل مُنتج مُباع من قبل الشركة، مع مبيعات تفوق البليون قطعة في السنة.

## الإعلان والترويج
في سبعينيات القرن العشرين، أدارت شركة نابيسكو حملة إعلانية لتين نيوتن لاقت رواجاً كبيراً. وظّفت دعايات التلفاز الممثل جيمز هاردر للتمثيل باسم التينة الكبيرة (بالإنجليزية: Big fig)، داخل بزّة على شكل تين يُغني فيها مادحاً تين نيوتن.
حوالي 14.8 مليون دولار صُرفت لدعايات النيوتنز في عام 2011م. وكانت أغلب الدعايات مبنية على النوستالجا وموجهة بشكل عام للأطفال المولودين في فترة طفرة المواليد.
منذ سنة 2012م، أُزيل اسم «تين» من اسم المنتج.

## وصلات خارجية
- Newtons official website
- Snackworks(formerly Nabisco World)
- Newtons' Page on Kraft.com
- Fig Newton Jingle at NabiscoWorld.com